# Das Meerwunder

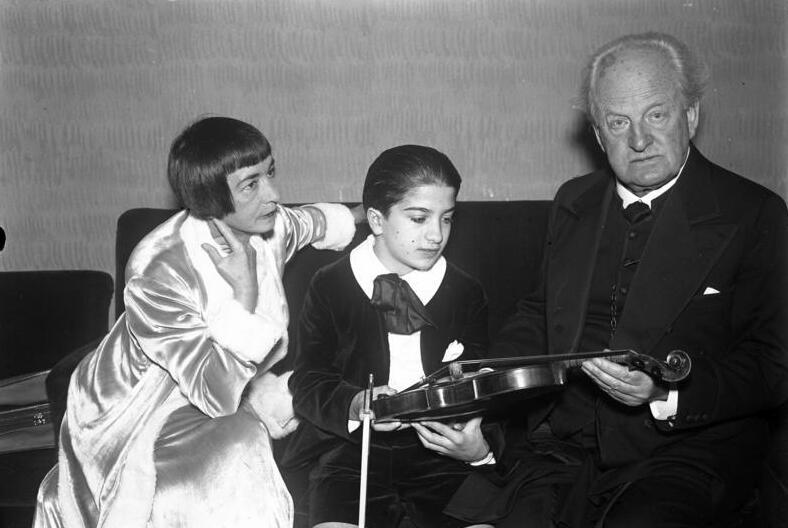
Gerhart und Margarete Hauptmann mit dem Violinisten Ruggiero Ricci (1932)

Das Meerwunder. Eine unwahrscheinliche Geschichte sind Titel und Untertitel einer 1934 publizierten surrealen Erzählung Gerhart Hauptmanns. Die Erlebnisse der Hauptfigur Cardenio mit Wassergeistern variieren vor naturphilosophischem und kulturkritischem Hintergrund das literarische Undine-Sirene-Motiv der Nymphen-Sagen.

## Überblick
Der Erzähler erinnert sich an ein Erlebnis, das er als junger Literat während seines Aufenthalts in einer Stadt am Mittelmeer hatte: Durch seinen Italienisch-Lehrer Otonieri wird er in den „Klub der Lichtstümpfe“ eingeführt, in dem die Mitglieder einander zur Entbindung der Phantasie von der realen Welt die unwahrscheinlichsten Geschichten vortragen. Damit wollen sie eine die Wirklichkeit übersteigende Stufe der Klarheit erreichen. Als Gast der Loge hört der Schriftsteller die Erzählung des Kapitäns Cardenio, in der die in Otonieris Museum ausgestellte Galionsfigur eine große Rolle spielt: Sein Abenteuer beginnt mit der Leidenschaft zu der zum Menschen verwandelten dämonischen Meerfrau Chimaera. Sie begleitet Cardenio auf seinen Seereisen, wird aber, als dieser seinen Beruf aufgibt, als einsame Inselbewohnerin unglücklich. Sie macht Ausflüge aufs Meer und eines Morgens findet Cardenio sie tot am Strand. Er schnitzt sich nach ihrem Vorbild eine Galionsfigur für sein neues Schiff und geht wieder auf Reisen. Nach einem Schiffbruch rettet er sich mit dem Holzbild auf eine Insel und befestigt seinen Fetisch am Giebel seiner Hütte. Cardenio hört Gesänge und folgt der Stimme zur Küste. Aus dem Wasser taucht die Meerfrau Astlik auf und versucht ihn von seinem Menschsein zu trennen und in ihr glückseliges Naturreich zu locken. Er entschließt sich dazu, kein Mensch mehr zu sein, und will der Geliebten folgen, doch die Galionsfigur hindert ihn daran. Nach Beendigung seines Vortrags verbrennt Cardenio sein hölzernes Bild und wird darauf blitzartig selbst zu Asche.

## Inhalt

### Rahmenhandlung
In einer Stadt am Mittelmeer macht der Erzähler, ein junger Literat, die Bekanntschaft des Literaturwissenschaftlers und Sammlers Filippo Otonieri, der ihn auf Spaziergängen in der italienischen Sprache unterrichtet. Sie unterhalten sich über das Sammeln von Raritäten und Otonieri zeigt ihm das Kuriositäten-Museum in seinem garagenartigen Haus. Er verwaltet als Kustos und „Re“, d. h. Präsident, des „Klubs der Lichtstümpfe“ dieses aus ca. 3000 Einzelstücken bestehende Kabinett mit angeblichen „Reliquien“ berühmter Personen, z. B. einem alten Stiefel Kolumbus‘ oder dem Steigbügel Prinz Eugens. Ein Schiffsjournal und die Galionsfigur „Chimaera“ der gesunkenen „Seekatze“ spielen in der folgenden Geschichte eine zentrale Rolle.

### Der Klub der Lichtstümpfe
Otonieri lädt den Erzähler zu einer Versammlung der Loge der Lichtstümpfe ein, die ihren Namen vom Symbol der herunterbrennenden Lebenskerze abgeleitet hat. Es ist ein Kreis der „Merkwürdigen“. Die Mitglieder setzen sich für das Verlorengegangene ein und versuchen, wie der „Re“ erklärt, mit ihrer kynischen Philosophie eine die Wirklichkeit übersteigende Klarheit zu erreichen. Otonieri erklärt: „Wenn man mit seinem Studium verhältnismäßig rasch zu Ende ist, so dauert es mit dem Revers, d. h. der Umkehr, um so länger. Weil […] der Revers der Inbegriff der Weisheit ist. […] Das uns Bekannte […] aus dem Ganzen der Natur verhält sich wie eine kleine Insel des Ozeans gegen den Ozean. […] Entbinden wir unsere Phantasie und machen sie zum Erkenntnisorgan: das ist der höchste und letzte Sinn des Lebens“.

### Chimaera
Jedes Mitglied der Loge muss einmal im Jahr die unwahrscheinlichste Geschichte erzählen, die ihm je begegnet ist. Der Literat hört als Gast der Vereinigung den Beitrag Cardenios, genannt Mausehund, an, macht sich Notizen und erzählt mit deren Hilfe den Vortrag:
Kapitän Cardenio ist von Kind an abenteuerlustig und spürt in sich den Drang, auf „große Fahrt“ über das unendliche, pfadlos offene Meer zu gehen. Auf seiner ersten Seereise wirbt er in Sidney einem Seemann seine Frau Chimaera ab. Ihr Vorbesitzer nannte sie „Seekatze“, weil sie sich in den Spelunken der Hafenviertel wohl fühlte. Mehrere Jahre begleitet sie Cardenio an Bord und bedeutet ihm „gute Fahrt“ und „glückliche Geschäfte“, aber er ist ihr hörig und befürchtet eifersüchtig, dass sie ihn mit allen betrügt. Deshalb heiratet er sie, verkauft in Hamburg sein Schiff und erwirbt eine Hallig mit einem kleinen Anwesen. Das Leben zu zweit offenbart ihm, dass er kein gewöhnliches Menschenkind zur Frau hat. Er ist an „dieses lodernde und zugleich fischschuppenfremde kalte Wasserweib mit einer aushöhlenden, einer verzehrenden Liebe“ gebunden und erleidet „ihren vampirischen Kuss“ mit einer Emotion, welche man „recht wohl den Urhass nennen kann, einen Hass, der im Grunde des Werdens unlöslich mit Liebe verbunden, ja ein und derselbe gewesen ist.“ Er empfindet es als etwas Furchtbares, als er den Hass „wie ein fremdes, schauerlich-schlangenartiges, giftiges Tier aus der schwarzen Tiefe des Ozeans, ein Fabeltier, in [sich] auftauchen fühlt[-]“.
Andererseits ist auch Chimaera durch ihre Beziehung zu Cardenio ein Doppelwesen geworden. Cardenio erklärt ihre Entwicklung folgendermaßen: Das Naturwesen wehrte sich gegen ihre vampirhafte aggressive Ur-Natur in sich selbst. Sie suchte das Menschenwesen und „nach und nach entstand in ihr ein edlerer Wesensteil, der mehr auf die Weise der Heiligen unter den Menschen litt.“ Sie wurde fromm, ging zur Messe, aber all dies konnte ihre Enttäuschung über das Menschentum nicht verhindern. „Das Menschentum, so erklärte sie, habe sie die Furchtbarkeit des Daseins erst sehen gelehrt, ihr die ganzen irdischen und grenzenlosen Höllen erschlossen. Es habe ihr dann die Fata Morgana eines außer- und überweltlichen Seins, eine Einheit und Reinheit jenseits von allem vorgegaukelt, das heißt: vorgelogen, eine Fata Morgana als Wirklichkeit. Da sei ihr denn in der Menschenwelt nichts anderes als die Unendlichkeit und die Unentrinnbarkeit der Hölle zur Gewissheit geworden.“
Chimaera hält es auf der Hallig nicht mehr aus, fährt oft nachts mit einer Barke aufs Meer und kommt erst am nächsten Tag wieder zurück. Doch eines Morgens findet Cardenio sie tot am Strand. Von diesem Augenblick an wird das natürliche Licht in Cardenios Geist durch ein mystisches ersetzt, „ein Licht, das sich mit der Finsternis auf andere Weise als Sonne und Mond zu vermählen, ja andere Gebiete der ewigen Nacht zu erhellen [scheint]“, und dadurch verändert sich für ihn die Welt. Nach der Beerdigung seiner Frau hört er „draußen auf dem Wasser ein markdurchdringendes höhnisches Lachen“ und glaubt, dass die verfluchte und geliebte Seekatze oder Chimaera nicht tot [ist], sondern „den Weg in ihr Element zurückgefunden“ hat.
Cardenio schnitzt seine Frau als Holzbild mit großen schwarzen Glaskugeln als Augen, einem dicken blauschwarzen Zopf über dem bleichen ovalen Gesicht und einer milchweißen Brust unter dem Kinn. Er befestigt sein Kultbild an seinem neuen Schiff „Seekatze“ als Galionsfigur Chimaera. Er weiß bis heute nicht, ob sie ein guter Dämon oder ein höllischer Sukkubus ist. Sie ist ein Mischwesen. Als Meerweib hat sie sich mit der Menschheit vermischt und ist unter Menschen gestorben. Deshalb hat der dämonische, göttliche Teil nicht mehr den vollen reinen Bestand, hat aber noch seine Wirkung auf ihn. Auf der neuen Fahrt spürt er einen Trieb, eine Sucht, etwas Unwiederbringliches wiederzugewinnen. Er ist in einem immerwährenden Rausch von Glück, dem Kern des Unergründlichen näherzukommen. Befreit von der alten Welt befindet er sich in dem Zwischenreich seiner Galionsfigur.

### Südseeinsel
Den Schiffbruch der „Seekatze“ in der Südsee überleben nur er und der Koch Sarrazin. Sie lösen Chimaera vom Bug und rudern damit auf eine bizarre Lava-Insel. Umgeben von Tigerhaien und vorsintflutlichen Echsen bauen sie sich eine Schutzhütte, nennen sie „Bark“ und befestigen am Giebel die Galionsfigur. Sie hat eine seltsame Anziehungskraft auf Vögel und in Mondnächten lärmen die Meerestiere in der nahen Bucht. Sarrazin hat Visionen und glaubt, dass Chimaera sich vom Dach lösen und ins Meer zurückkehren will. Er hört Sirenengesänge und stürzt sich in einer Nacht wie rasend über das Steilufer ins Meer. Auch Cardenio hört den Gesang einer weiblichen Stimme: Sie spricht von „Kampf und Leben. Nicht der Zephir süßseliger Paradiesruhe, mit Wonnen ohnegleichen geschwängert, [liegt] darin, als Versprechen an eine müde Seele, sondern man könnte es eher einem brünstigen Weckruf gleichsetzen, dem die göttliche Kraft entströmt, ohne die der Geweckte nicht folgen kann. […] Dabei [reißt] sich der Raum der Götter, der Raum der Dämonen auf, die mit mehr behaftet sein [müssen] als Todesmut, da sie nur Leiden, nicht den Tod [kennen].“ Die Holzfigur wirkt auf Cardenio lebendig, übt auf ihn in einer mystisch-ätherische Umarmung Kraft aus. Er spürt daraufhin eine leidenschaftliche Sehnsucht und Unzufriedenheit, einen wesenlosen Gegenstand so erhöht zu haben, und macht sich den Vorwurf, ein dunkles, verzweifeltes Wesen in sich aufzunehmen: „[E]wige Nähe, ewige Ferne, ewiges Glück, ewiges Leid, Wiederfinden und Abschiednehmen [scheinen] in ein und demselben Gefühl lebendig zu sein.“ In der nächsten Zeit wandelt sich das Aussehen der an der Hütte aufgehängten Figur. Manchmal erinnert sie Cardenio an eine gekreuzigte Frau, „gekreuzigt durch Schicksalsbeschluss, dem grellen Mond und den stechenden Blitzen des Sternenhimmels, den brennenden Gluten des Tages unsterblich und ohne Erquickung preisgegeben.“
Sarrazin taucht nach einigen Tagen wieder auf. Er ist verändert, bleibt oft lange aus und beobachtet an der Steilküste ein Felsentor über dem Meeresspiegel. Cardenio folgt ihm heimlich und hat jetzt auch, wie sein Koch, Erscheinungen: Er sieht im Mondlicht in den Fluten ein lachendes Meerweib. Dieses Lachen hat er schon einmal auf der Hallig gehört, als er die Leiche seiner Frau entdeckte. Es ist ihm, als würde ein Vorhang weggezogen, der ihm bisher die „magischen Strömungen aus dem Jenseits“ verborgen hat.
Eines Tages greift Sarrazin Cardenio unvermittelt mit einem Messer an. Dieser muss den Verwirrten fesseln und mit Veronal betäuben. In diesem Moment schreit Chimaera dreimal „Ich will kein Mensch sein!“: Der Schrei mit seinen „grausigsten Tiefen […] lehnt[-] die Menschheit nicht nur ab, sondern [wirft] sie dem Schöpfer als ein aufgezwungenes, qualvoll Abscheu erregendes Höllengeschenk vor die Füße. […] Wie ein Blitz für eine Sekunde lang das schwärzeste Nichts der Nacht zum Tage macht […] so wirkt[-] hier eine schwarze Gewalt, welche im Gegenteil die Mauer trügerischen und schönfärberischen Lichtes [durchschlägt] und alles Schwarze, Infernalische am Schicksal und Geschick des Menschen zum Bewusstsein [bringt].“ In Erinnerung an sein früheres Leben unter Menschen, an das, was er von Kindesbeinen an erfahren hat, sieht Cardenio „alles und alles fratzenhaft“. Er sieht nur „das Hässliche, Widerwärtige“ und kann nicht begreifen, dass er „je etwas für schön gehalten hat[-] in dieser allseitig grausamen Welt und Menschenwelt“: „Lange schon […] hatte ich mein Menschlos von mir geworfen. […] auf jener Hallig […] trat ich in ein Zwischenreich. […] ich gehe den gleichen Weg wie sie und werfe es hin, mein Menschentum.“

### Sarrazins Natur-Theorie
Die Erzählung Cardenios ist von naturphilosophischen und zivilisationskritischen Theorien begleitet. Auf der Vulkaninsel entwickelt der Koch Sarrazin seine Naturtheorie: Der Mensch ist ein Tier und hat in der Evolution den falschen Weg eingeschlagen. Er hat sich vom naturgemäßen Leben durch Kultur und Zivilisation entfernt und ist zum unglücklichen Doppelwesen geworden. Die Ursünde liegt darin, dass er sich für etwas Höheres angesehen hat: Er „nannte sich Mensch und betrachtete sich als bevorzugtes göttliches Wesen, das zur Beherrschung aller übrigen Kreatur bestimmt wäre. […] Hätte der Mensch sich als Tier begriffen […] sich als Tier ins Bewusstsein gefasst, so hätte er seine Entwicklung in die höhere Tierheit erstreben und durchführen können. Wir würden dann keine falsche Moral als Widernatur mit allen ihren verderblichen Folgen erzeugt haben. Wir hätten dann auch nicht […] die unzähligen Krücken gebraucht – wir nennen sie Zivilisation – die unser eines Bein immer länger, das andere immer kürzer machen, so dass wir im großen Ganzen hinkende Krüppel geworden sind.“ Der Erzähler bewertet diese Idee als Übersteigerung eines „gute[n] Prinzip[s] zur Absurdität“: Hätte sich der Mensch „bewusst in die tierische Richtung kultivierend“ entwickelt, dann wäre er „zu einer Art Universaltier“ geworden mit einer „Ballung der Natur“, d. h. der „grausige[n] Macht und Leidensfähigkeit der Natur“. Zwar wäre die „Übermoral und die quälende[-] Übergeistigkeit, die sinnlose[-] Schmerzen und Leiden“ schaffe, abgebaut worden, sein Schicksal hätte sich jedoch „ins Unbegreiflich-Fürchterliche gesteigert“.

### Astlik
Cardenio hört jetzt auch den betörenden Sirenengesang. Sarrazin zerreißt seine Fesseln und verschwindet im Meer. Seine Leiche wird mit durchbissener Kehle und aufgeschlitztem Leib an den Strand geschwemmt. Der Sirenengesang hat dem Koch Sarrazin eine tödliche Wunde, Cardenio eine tiefe Qual hinterlassen. Es folgt bei ihm ein Nicht-aus-und-ein-Wissen, und ein Gefühl der Einsamkeit legt sich auf hoffnungslos Gescheitertes, erstickt ihn, droht ihn besinnungslos in den Rachen des Todes zu stürzen. Er will dem Geheimnis auf die Spur kommen und rudert wie ein Nachtwandler zum Felsentor, das der Koch beobachtet hat. Nachdem er mit seinem Kahn in die blau strahlende Höhle gefahren ist, taucht eine Meerfrau aus den schäumenden Fluten auf. Sie erscheint ihm in zweierlei Gestalt: zuerst dämonisch vampirhaft, dann mit rosenfarbener, porzellanhafter Fleischfarbe, mädchenhaft zart wie eine 14-Jährige. Die Nereide umkreist sein Boot, nimmt mit ihm Blickkontakt auf und er spricht zu ihr. Fasziniert will er ihre Hand berühren und erhält einen Stromstoß. Er fragt sich, warum sie sich für einen Menschen interessiert, ob sie vielleicht „eine Lust genießen [will], die sie nicht [kennt], da sie vielleicht niemals einen Menschen umarmt, erstickt und sein Blut getrunken hat[-]“ und ob sie „von einem dunklen Erlösungsgedanken betört, sich an Menschen belehren [will]“
Nach dem Tagtraum-Höhlenerlebnis schichtet Cardenio einen Scheiterhaufen auf, um das Holzbild zu verbrennen, wird aber durch ihren Schrei „Ich will kein Mensch sein!“ daran gehindert. Nach Tagen der Einsamkeit, die für ihn nichts Quälendes haben, sondern in denen er seinem Höhlenerlebnis nachsinnt und sich seine „persönlichen Grenzen“ ausweiten und er „das Universum in [sich] eindringen“ lässt und ein „schöpferisches, übermenschliches, göttliches Freiheitsgefühl“, „Selbstgenuss“ und „Allgenuss“, entfaltet, setzt sich im Wachtraum das Mysterium höchster Glückseligkeit fort. Die Nereide Astlik besucht ihn nachts auf seinem Lager und sie verbringen drei „bewusstlos-bewusste, körperlich-entkörpert[e]“ Liebesnächte. Sie erzählt ihm, ihr Vater, der Meeresgott, habe ihre Sehnsucht nach der Menschwerdung gespürt, ihr jedoch davon abgeraten, um nicht wie die Gekreuzigte an der Hütte als „üble, dämonische Haut“ oder Gefangene in einer Holzfigur zu enden. Astlik macht Cardenio den Vorschlag, sich von ihrem Vater zum Wassermann verwandeln zu lassen und mit ihr zusammen viele Tausende von Jahren bei seinem „unbändige[n], wassergewaltige[n] Göttervolk“ zu leben. Cardenio darf eine Probe als Triton machen, durchschwimmt mit Astlik die Meerestiefen und steigert sein menschliches Leben und seine Liebeslust ins Göttliche. „Aus einer niedrigen Sphäre in eine höhere aufzutauchen, erfordert einen ebenso großen, vielleicht größeren Entschluss als unterzugehen.“ Er ist bereit, sich von der Menschenwelt zu verabschieden, doch bevor er Astlik zusagen kann, hindert ihn Chimaera daran, indem sie ihn paralysiert.
Am Ende seiner Erzählung verurteilt Cardenio vor seinen Ordensbrüdern die Galionsfigur zum Feuertod und hofft auf seine Befreiung aus der Menschenwelt: „Wir lösen uns auf in der Milchstraße.“ Er starrt in die Flammen, bis der letzte Splitter verkohlt ist. Dann geht eine Zuckung durch ihn, und auch er wird, so scheint es den Anwesenden, zu Asche.
|}

## Rezeption
Von der Literaturkritik wird „Das Meerwunder“ in Hauptmanns „Prosaschaffen im achten Jahrzehnt“ eingeordnet. 1933–1934 entstanden, passt die Erzählung zu den surrealen Novellen, die an die romantische Motiv-Tradition anknüpfen, jedoch „eine Art zweiter Realität“ bilden, in der die „Tageswirklichkeit auf magische Weise“ erweitert wird, sodass eine „Zwischen-Existenz“ entsteht.
Auf einer zweiten Interpretationsebene wird das „Meerwunder“, ausgehend von Cardenios Bekenntnis „Ich will kein Mensch sein“, autobiographisch gedeutet und in Zusammenhang mit Hauptmanns Reaktion auf die sogenannte Machtergreifung Hitlers gedeutet. Der Autor hielt sich von Januar bis April 1933 in Rapallo auf. In seinem „Diarium“ ersehnt er sich am 19. Februar 1933 „einen klösterlichen Arbeitsraum und einen weltfernen Garten, in dem er heiter verlöschen möchte: »Alle, aber auch fast alle Ereignisse der Welt oder sagen wir des politischen Kampfes der Völker im Innern und nach außen stoßen mich ab. Und ich habe das scheußliche Vorrecht bekommen, in diesen Dingen nichts weiter zu sehen als ein grauslich-ekelhaftes Gemisch von Kot, Blut und Tränen.«“ Das entspricht nach Lauterbach „fast wörtlich dem pessimistischen Weltbild im „Meerwunder“, mit dem Cardenios Absage an die Menschengesellschaft begründet wird.“ Aber der Autor hülle diese Aussage in distanzierende Schalen, d. h. in zwei ineinander verschachtelte zeitlich weit zurückliegende Erlebnisse: Cardenios dem Logen-Auditorium der kauzigen „Lichtstümpfe“ vorgetragene traumatische Erinnerungen und deren Nacherzählung durch den Schriftsteller. Cardenios „tieferes Weltverständnis“ setzt Lauterbach in Bezug zu einer „Diarium“-Notiz des Autors: „Die furchtbarste Tatsache ist die Blindheit des Menschengehirns selbst unter den Menschen, die auf Geist pochen.“

## Adaptionen
- Lesung von Richard Münch. 8 Folgen. Produktion: NDR Kultur – Am Abend vorgelesen. Internet Archive.[16]
- Illustrationen von Alfred Kubin (18 Zeichnungen),[17] Gerhard Ulrich,[18] Paul Delvaux (4 lavierte Federzeichnungen),[19] Jürgen K. Hultenreich (20 zweifarbige Tuschezeichnungen)[20]